# 中區 (選區)
中區（英語：Central，代號A1）是香港中西區區議會下轄的選區，2023年設立，定為雙議席選區。

## 範圍
現時選區包括上環、中環、金鐘、半山及山頂區，沿威利麻街、皇后大道西、東邊街及高街以東，北至般咸道、薄扶林道，與其接壤的選區有西區以及灣仔區議會的灣仔選區。
投票站設有十個，分別位於H6 Conet、香港公園體育館、高主教書院、香港真光幼稚園 (堅道)、英華女學校、德瑞國際學校山頂校舍、西營盤社區綜合大樓社區會堂、上環郵政局、新會商會學校、聖公會聖馬太小學。

## 沿革
2023年香港選舉改革將區議會所有單議席選區取消，中西區定為兩個雙議席選區，共選出四席民選議員。中區選區由原有單議席的中環、半山東、衛城、山頂、大學、上環、東華選區合併而成。
2023年區議會選舉，估算人口有110,720人，選民有47,869人，吸引到五人參選。

## 歷屆議員
| 選區名稱 | 屆別           | 議員   | 政治聯繫 | 政治聯繫 | 議員   | 政治聯繫 | 政治聯繫 |
| -------- | -------------- | ------ | -------- | -------- | ------ | -------- | -------- |
| 中區     | 2024年－2027年 | 施永泰 |          | 民建聯   | 馮家亮 |          | 自由黨   |

## 歷屆選舉結果
| 政党   | 政党   | 候选人    | 票数  | %      | ± |
| ------ | ------ | --------- | ----- | ------ | - |
|        | 新民黨 | ①. 郭傑駿 | 2,708 | 22.72% |   |
|        | 獨立   | ②. 彭舜玟 | 1,684 | 14.13% |   |
|        | 民建聯 | ③. 施永泰 | 3,859 | 32.38% |   |
|        | 自由黨 | ④. 馮家亮 | 3,061 | 25.69% |   |
|        | 獨立   | ⑤. 謝戰   | 605   | 5.08%  |   |
| 多数票 | 多数票 | 多数票    | 353   | 2.96%  |   |

## 資料來源
1. ↑   (PDF).   [2023年8月23日]. （原始内容 (PDF)存档于2023年10月20日） （繁体中文）.
2. ↑   (PDF).   [2023年11月17日].
3. ↑   (PDF). 選舉管理委員會. 2023-07-11  [2023-08-23]. （原始内容存档 (PDF)于2023-10-14）.
4. ↑   (PDF).   [2023-11-17]. （原始内容存档 (PDF)于2023-11-16）.
5. ↑   (PDF).   [2023-08-23]. （原始内容存档 (PDF)于2023-10-20）.
6. ↑   (PDF).   [2023-11-17]. （原始内容存档 (PDF)于2023-12-11）.